# Thailandia del Nordest

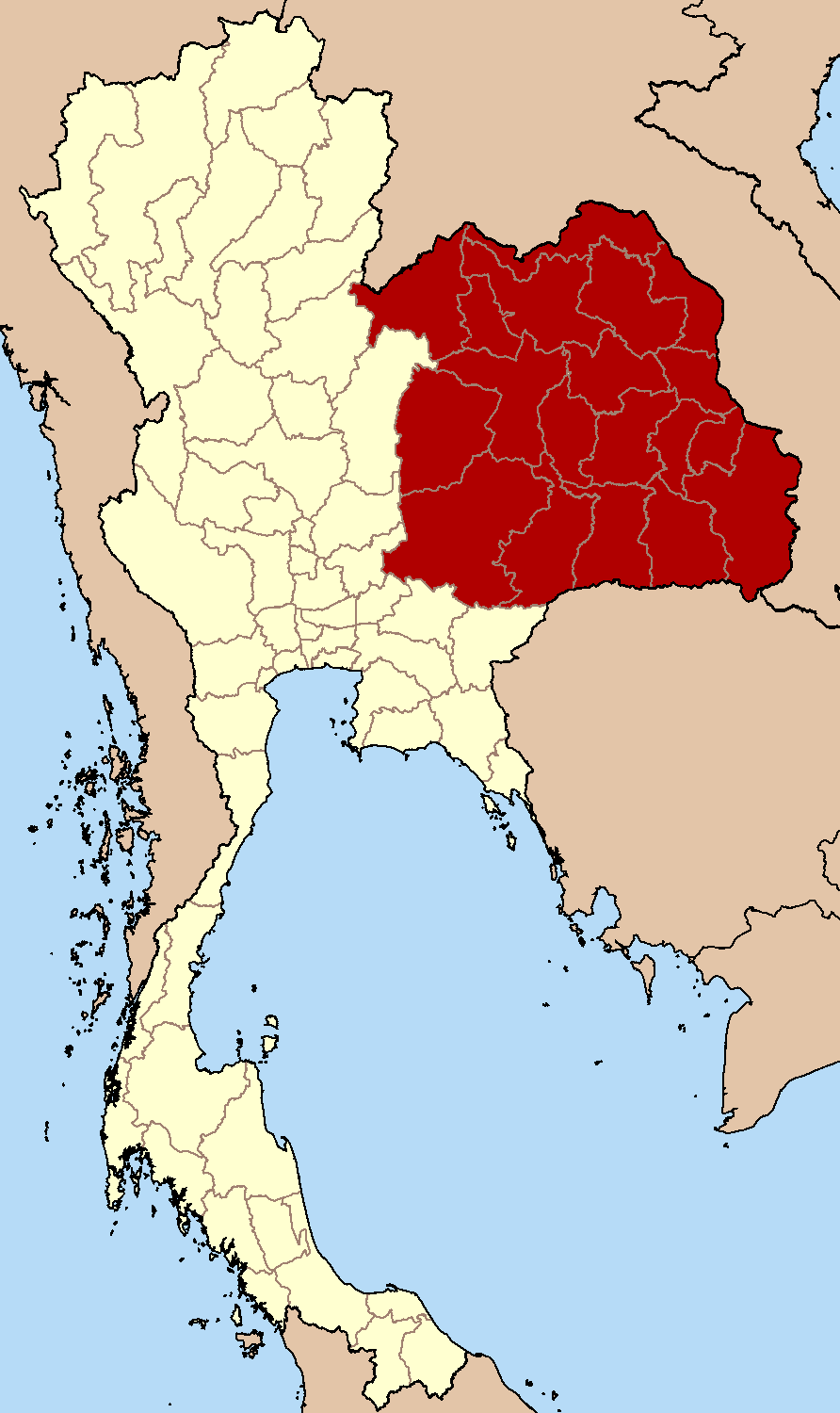
Localizzazione in Thailandia

La Thailandia del Nordest, nota come Isan (in thailandese อีสาน; [ʔīː.sǎːn]), è una macro-regione della Thailandia composta da diciannove province. È situata nel vasto altopiano di Korat, delimitato a nord ed a est dal fiume Mekong, dalla catena dei monti Phetchabun ad ovest, mentre a sud confina con la Cambogia, dalla quale è separato dai monti Dângrêk.
L'88% degli abitanti parla la lingua isan, un insieme di dialetti della lingua lao, sono di etnia isan e si autodefiniscono "gente dell'Isan" (in thailandese คนอีสาน, Khon Isan). Una minoranza discretamente rappresentata è quella khmer, che parla la lingua khmer e si trova nelle zone di confine con la Cambogia, specialmente nelle province di Buriram, Surin, e Sisaket. Con l'assoggettamneto dei regni laosiani, avvenuto alla fine del XVIII secolo, l'allora regno del Siam si è annesso il territorio Isan ed ha iniziato un processo di thaificazione per l'assimilazione culturale degli abitanti.
L'economia locale si basa soprattutto sull'agricoltura, ma a causa della scarsa piovosità in alcuni mesi e degli allagamenti nella stagione delle piogge, il terreno non è molto fertile. L'Isan è storicamente l'area più povera della Thailandia, e molti dei suoi abitanti tuttora emigrano in altre zone, soprattutto a Bangkok, dove costituiscono buona parte della forza lavoro a basso costo.
Secondo alcune fonti, il termine Isan proviene dalla città di Iśanapura, una delle capitali del pre-angkoriano Regno di Chenla, che estese i suoi domini nella zona dell'odierna Thailandia del Nordest tra il VI ed il IX secolo d.C.; i resti di tale città si trovano nel sito archeologico di Sambor Prei Kuk, nella zona di Kampong Thom, nella Cambogia settentrionale.

## Storia
Importanti reperti archeologici, tra cui tracce di coltivazione del riso, testimoniano la presenza di insediamenti nella regione durante l'età del bronzo. Uno dei siti archeologici più interessanti è quello di Ban Chiang, in provincia di Udon Thani, nel nord dell'Isan, dove una fiorente comunità agricola si stabilì tra il 2100 a.C. e il 200 a.C. dedicandosi alla coltivazione del riso e alla lavorazione del bronzo. Si ritiene che sia lo stanziamento più antico nel mondo per la lavorazione del bronzo.
Nella provincia di Khon Kaen sono state trovate le più antiche tracce di riso al mondo, e reperti in bronzo e in ferro risalenti a periodi compresi tra il 3000 a.C. ed i primi secoli d.C. Altri insediamenti evoluti sono venuti alla luce a sud, lungo il fiume Mun, con vasellame del VII secolo, pavimentazioni intonacate, tombe ricche di fine oggettistica ecc.
Verso la fine del primo millennio d.C., la zona cadde sotto l'influenza della cultura Dvaravati, a cui fece seguito la dominazione dell'Impero Khmer. Importanti testimonianze di tale periodo sono conservate nei siti archeologici di Phimai e Phanom Rung, tuttora ben conservati. Secondo lo storico George Coedès, la dinastia imperiale khmer Mahidharapura fondata da Jayavarman VI, cui si deve la fondazione dei templi di Phimai attorno al 1100, era originaria della zona dell'Isan in cui si trova la stessa Phimai. In questo periodo le popolazioni della regione parlavano lingue mon-khmer.

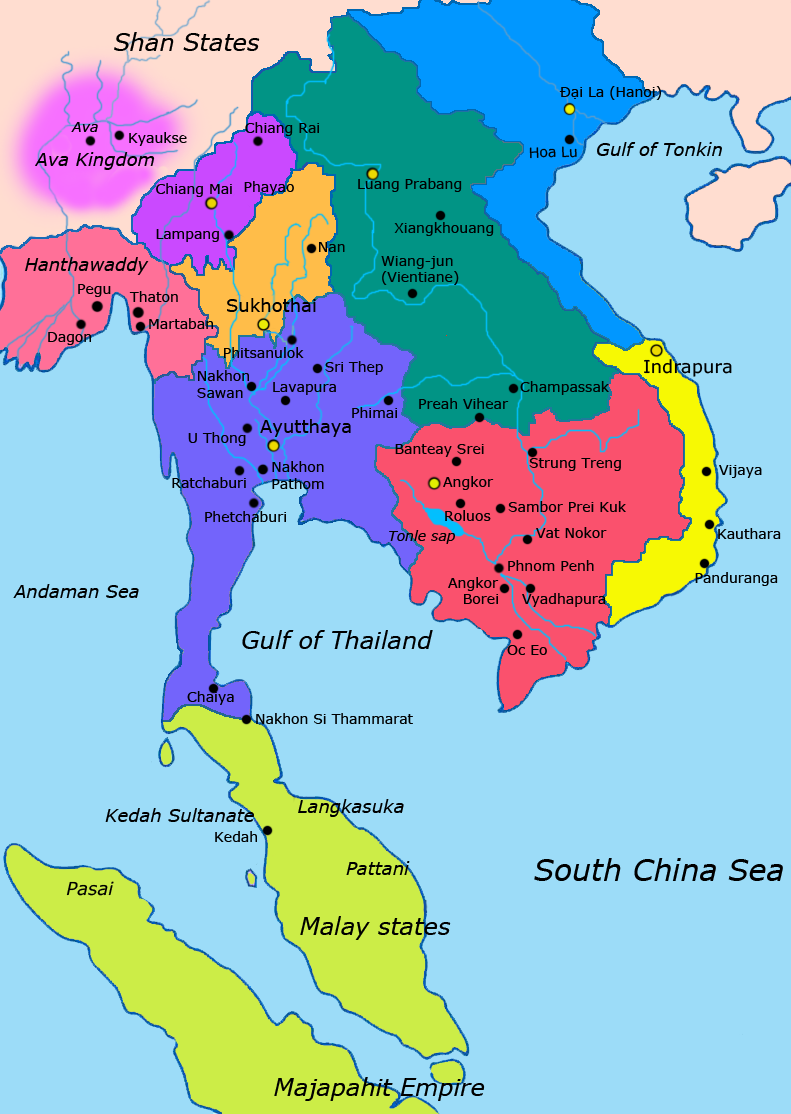
Il Regno di Lan Xang nel 1400, evidenziato in verde

Verso la fine del Trecento, il territorio passò sotto il controllo del Regno di Lan Xang, il primo Stato unificato del popolo lao, a quel tempo alleato dei khmer. Il declino dei khmer culminò, nel 1431, nella conquista della capitale Angkor da parte delle armate siamesi del Regno di Ayutthaya. Visto la crescente influenza del Regno di Lan Xang nell'Isan, i siamesi non occuparono integralmente la regione, limitandosi a prendere possesso dei territori attorno a Phimai.
Le scarse informazioni del periodo successivo, conosciuto come "gli anni oscuri della Cambogia", fanno supporre che l'altopiano di Korat si spopolò, diventando una zona cuscinetto tra il Regno di Ayutthaya e quello di Lan Xang. Pochi e scarsamente popolati furono gli insediamenti in Isan tra il XV ed il XVII secolo, fondati da emigranti dei territori compresi nell'odierno Laos. La scarsa produttività del terreno e la ripidità delle pur basse catene montuose che circondano l'altopiano, contribuirono al disinteresse dei siamesi nel colonizzare la zona.
Fu solo nel 1718 che venne fondata la prima municipalità laotiana nel distretto di Suwannaphum, l'odierna provincia di Roi Et, da un ufficiale al servizio del neonato Regno laotiano di Champasak. La regione tornò a popolarsi con altri emigranti lao, ma i tre regni laotiani che si erano formati divennero vassalli dei siamesi nel 1788. In seguito alla ribellione del re di Vientiane Anouvong, repressa nel 1829, i siamesi si annetterono i territori ad ovest del Mekong, compreso l'Isan, e forzarono larghe fasce della popolazione laotiana a trasferirsi nella regione. Si stimano in diverse centinaia di migliaia gli abitanti laotiani deportati in questo periodo in Isan, che divenne una zona cuscinetto tra il Siam ed il Vietnam.
Con le grandi concessioni territoriali che i siamesi riconobbero alla neonata Indocina francese a cavallo tra il XIX ed il XX secolo, l'Isan venne formalmente riconosciuto territorio siamese. Il termine Isan (letteralmente nord-est) fu coniato nel 1900 durante il regno di Rama V per indicare il monthon (la nuova suddivisione politico-amministrativa introdotta dal sovrano) che raggruppava le province del nord-est. In quegli anni vi fu un altro grande incremento demografico nella regione. Il terreno, fino ad allora coperto soprattutto da foreste impenetrabili, venne intensamente bonificato, l'agricoltura ottenne grandi risultati e si registrarono le prime esportazioni verso Bangkok.
Nel XX secolo, nel quadro del processo di thaificazione operato dal governo di Bangkok, furono introdotti l'alfabeto e la lingua thai, che sostituirono quelli lao usati fino ad allora. Dopo gli anni cinquanta si sviluppò, sotto il comando del Partito Comunista della Thailandia, un robusto movimento di guerriglia, che fu definitivamente represso dal governo centrale negli anni ottanta. In quello stesso periodo, l'agricoltura ebbe una grave battuta d'arresto, dovuta all'eccessivo sfruttamento del terreno ed alla crescente richiesta alimentare della capitale, che stava diventando l'attuale agglomerato metropolitano a discapito delle aree più depresse del paese. Tale tendenza, protrattasi nel nuovo millennio, aveva avuto le sue radici verso la metà del XIX secolo, quando il Siam aveva firmato accordi commerciali con l'occidente che privilegiarono lo sviluppo di Bangkok e della Thailandia Centrale.

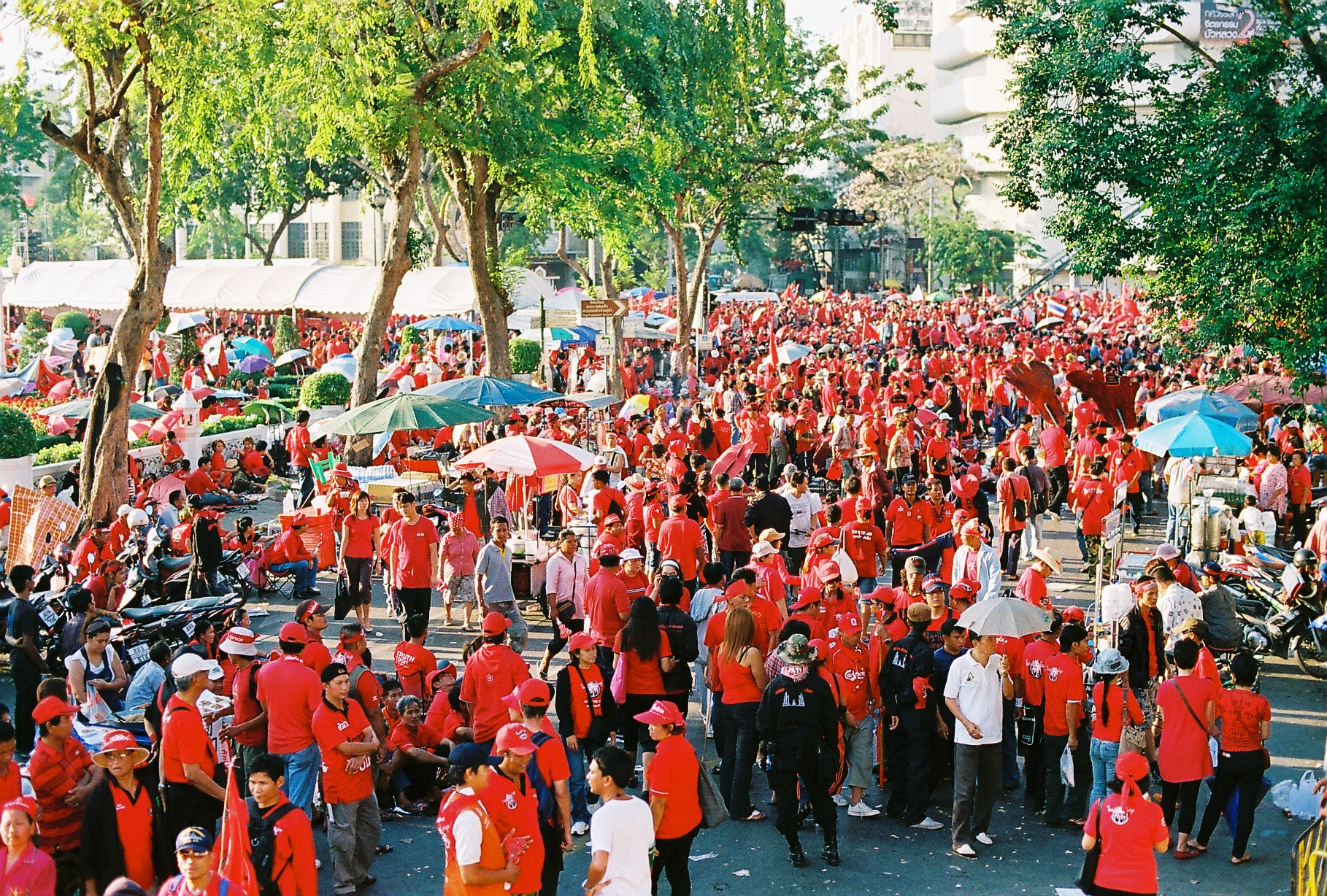
Manifestazione a Bangkok nel 2010 delle camicie rosse, accesi sostenitori dell'ex premier Thaksin Shinawatra che hanno la loro roccaforte nell'Isan

Il boom demografico nella regione ha contribuito alla crisi economica; malgrado le massicce emigrazioni, la popolazione era passata dai circa 3 milioni del 1919, agli oltre 20 milioni del 2000. I governi che si sono succeduti alla fine del XX secolo, so sono sforzati di migliorare le condizioni di vita in Isan senza ottenere risultati tangibili. La politica nel campo dell'agricoltura adottata dal governo di Thaksin Shinawatra nei primi anni del millennio, ha contribuito alla riduzione della povertà tra le famiglie dell'Isan dal 35% del 2000 al 17,2% del 2004. Tale beneficio ha fatto della Thailandia del Nordest, con i suoi 20.759.900 abitanti nel 2000, dato che non tiene conto dei moltissimi emigrati, sul totale nazionale di 60.606.900, il più grande serbatoio di voti per i partiti appoggiati dall'ex premier, contribuendo alle schiaccianti vittorie nelle elezioni del 2005, 2006, 2007 e 2011.

## Geografia

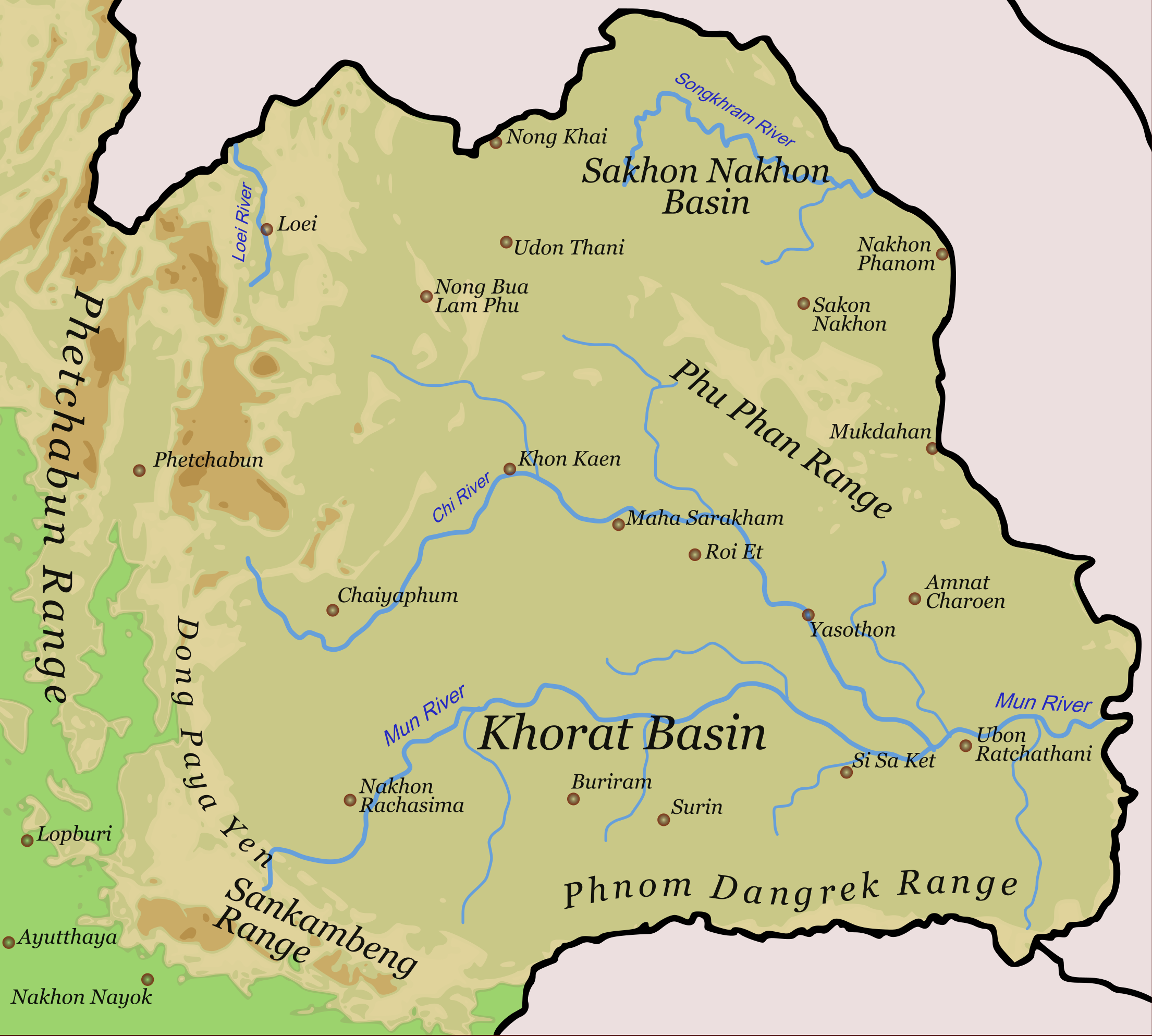
Carta geografica dell'Isan

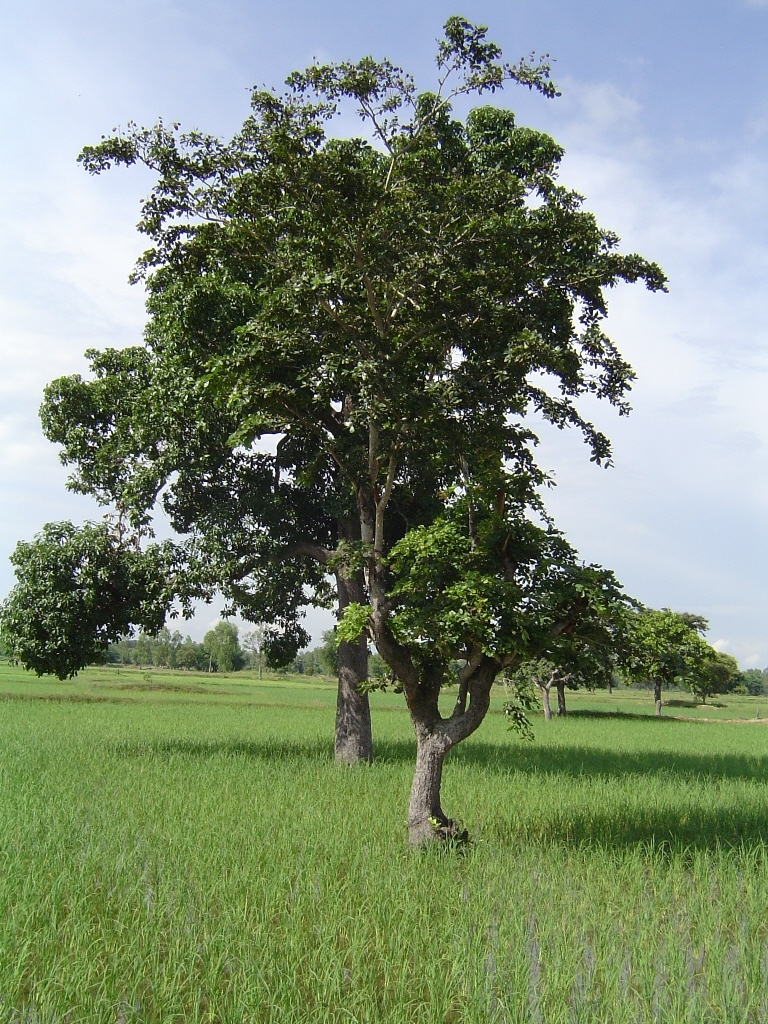
Campo di riso in Isan

L'Isan ha una superficie di 168854 km², distribuita sull'altopiano di Korat, che si divide nella pianura meridionale di Korat, solcata dai fiumi Mun e Chi, e nella pianura settentrionale di Sakon Nakhon, attraversata dai fiumi Loei e Songkhram. Le due pianure sono separate dai bassi rilievi dei monti Phu Phan.
Il fiume Mekong demarca la frontiera settentrionale ed orientale della regione con il Laos; solo la parte sudorientale dell'Isan non è bagnata dal Mekong, che in quella zona scorre interamente in Laos. Ad ovest, l'Isan è delimitato dalla catena occidentale dei monti Phetchabun, che prosegue verso sud con la catena dei monti Dong Phayayen. Questi ultimi sono collegati ai monti Sankamphaeng, che piegano verso sudest e si collegano con la bassa e lunga catena dei monti Dângrêk, le cui creste demarcano il confine meridionale dell'Isan con la Cambogia.
Il più lungo affluente del Mekong in Isan è il fiume Mun, che nasce nel sudovest dell'altopiano, nel Parco nazionale di Khao Yai, situato nei dintorni di Korat, e scorre per 750 km verso est, gettandosi nel Mekong nella provincia di Ubon Ratchathani. Altro fiume importante è il Chi, che nasce ad ovest dai monti Phetchabun, scorre verso sudest per 765 km attraversando il centro della regione, prima di gettarsi nelle acque del Mun nella provincia di Sisaket. Anche il breve fiume Loei nasce nei monti Phetchabun, ma scorre verso nord e sfocia nel Mekong, mentre il fiume Songkhram nasce da basse colline vicino a Udon Thani, nel nord dell'Isan, scorre per 420 km verso est e sfocia nel Mekong nella provincia di Nakhon Phanom.
Le temperature medie variano dai 30,2° ai 19,6°, a seconda della stagione e della zona. La temperatura più alta registrata è stata di 43,9° a Udon Thani, la più bassa di -1,4° a Sakhon Nakhon. La stagione delle piogge dura da maggio a ottobre ed è caratterizzata all'inizio da brevi ma violenti temporali, mentre in seguito piove quasi ogni giorno, specialmente verso fine pomeriggio e di notte. In alcune zone le precipitazioni medie annue sono di 2.000 mm e in altre di 1.270 mm. La stagione delle piogge è preceduta dalla stagione secca, da febbraio a maggio, ed è seguita dalla stagione fresca, che dura da novembre a febbraio.

## Economia
L'agricoltura è il settore trainante dell'economia regionale e copre il 22% del prodotto regionale lordo. Il lungo isolamento della regione dai governi centrali siamesi e laotiani, ha generato un tipo di agricoltura di sussistenza, fenomeno che si ripercuote sulla produzione agricola locale. La coltura principale è quella del riso glutinoso, specialità caratteristica dell'Isan e del Laos, che viene prodotto nel 60% delle aree coltivabili della regione. I raccolti sono favoriti dagli allagamenti nelle stagioni delle piogge. Altri prodotti agricoli importanti sono la canna da zucchero, la manioca, il caucciù, l'ananas, il tabacco ed i pomodori. Dopo alcuni anni in cui si è fatto un uso indisciplinato di organismi geneticamente modificati, nel XXI secolo si è affermata la tendenza a tornare su prodotti biologici.
A causa delle sue alte salinità ed acidità, delle frequenti inondazioni e dell'eccessivo sfruttamento, il terreno è scarsamente fertile e, a partire dagli anni settanta, hanno acquisito importanza il settore terziario ed il commercio. Malgrado il bufalo d'acqua, storico status symbol dell'economia rurale, sia stato rimpiazzato per l'aratura dai moderni macchinari, molte famiglie ne conservano degli esemplari per fornire il concime organico al terreno. Animali da allevamento sono i bovini, i suini, il pollame ed il pesce.
L'Isan continua ad essere la zona più povera del paese; nel 2002 le paghe medie erano di 3.928 baht al mese, contro una media nazionale di 6.445. Anche le infrastrutture rispecchiano le condizioni di vita nella regione. Nel 2001 vi era 1 medico per ogni 14.661 abitanti, contro i 3.289 della media thailandese, ed 1 posto letto ospedaliero per ogni 1.131 abitanti (ogni 453 nella media nazionale). Nel 2002, vi era una connessione internet ogni 75 nuclei familiari (ogni 22 nell'intero paese). Malgrado i costi relativamente alti, la telefonia mobile ha rimpiazzato quella via cavo. Molti abitanti sono emigrati per cercare lavoro a Bangkok, ma anche in altre zone della Thailandia o all'estero, specialmente nei paesi arabi del golfo Persico. Spesso si trasferisce solo il capo-famiglia, affidando il resto del nucleo familiare alle cure dei parenti.

## Demografia
Su una popolazione totale di circa 21 milioni nel 2010, il 40% degli abitanti vive nella province di Korat, Ubon Ratchathani, Udon Thani e Khon Kaen. Il 50% degli abitanti dell'Isan vive nelle municipalità e l'altro 50% si raggruppa in piccole comunità nelle zone rurali, molte delle quali situate in prossimità dei centri abitati.
La lingua più parlata è l'isan, un insieme di dialetti della lingua lao, appartenente alla famiglia delle lingue tai-kadai, parlati dall'88% della popolazione. Altre lingue tai-kadai parlate in Isan sono la phu thai (parlata da 156.000 abitanti), la saek (11.000), e la tai dam (20.000).
La comunità di etnia khmer, concentrata nelle province al confine con la Cambogia, parla lingue e dialetti della famiglia mon khmer. Tra queste il più parlato è il dialetto khmer settentrionale (1.000.0000), e le lingue bru (25.000), kuy (300.000) e so (55.000).
Il thai standard viene insegnato nelle scuole ed è la lingua dei programmi televisivi, è quindi parlato da tutta la popolazione. Il dialetto di Korat, molto simile al thai con alcune parole mutuate dal lao, è parlato nella provincia di Korat da 400.000 abitanti. Questa zona dell'Isan è la più vicina a Bangkok, fu la prima ad essere annessa al Regno del Siam, nel XV secolo, e ad essere colonizzata. Nelle province di Mukdahan e di Nakhon Phanom sono presenti piccole comunità di rifugiati việtnamiti.

## Suddivisione

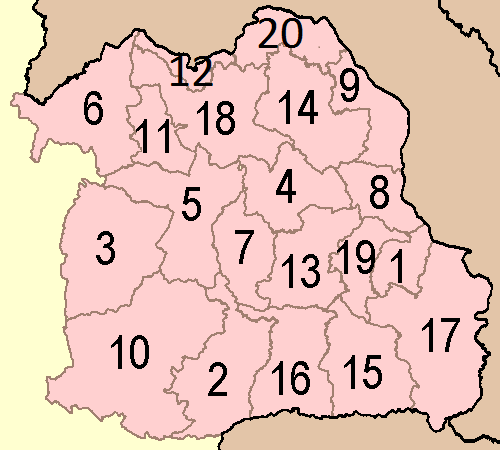
Suddivisione delle province dell'Isan

1. Amnat Charoen (อำนาจเจริญ)
2. Buri Ram (บุรีรัมย์)
3. Chaiyaphum (ชัยภูมิ)
4. Kalasin (กาฬสินธุ์)
5. Khon Kaen (ขอนแก่น)
6. Loei (เลย)
7. Maha Sarakham (มหาสารคาม)
8. Mukdahan (มุกดาหาร)
9. Nakhon Phanom (นครพนม)
10. Nakhon Ratchasima (นครราชสีมา)
11. Nong Bua Lamphu (หนองบัวลำภู)
12. Nong Khai (หนองคาย)
13. Roi Et (ร้อยเอ็ด)
14. Sakon Nakhon (สกลนคร)
15. Si Sa Ket (ศรีสะเกษ)
16. Surin (สุรินทร์)
17. Ubon Ratchathani (อุบลราชธานี)
18. Udon Thani (อุดรธานี)
19. Yasothon (ยโสธร)
20. Bueng Kan (บึงกาฬ)